# Whisky
Whisky er en alkoholisk drik, der fremstilles af korn (typisk byg, men også andre kornsorter). Whisky skal have en alkoholprocent på mindst 40 og skal i EU være lagret i mindst tre år.
Whisky findes som single cask, single malt, blended, grain. Single cask er whisky fra et enkelt fad. Single Malt er fra ét destilleri. Blend er fra minimum to destillerier og kan indeholde grain. Grain er lavet på andet end byg - typisk majs eller hvede. 
En ‘blended whisky’ indeholder som regel whisky fra flere forskellige destillerier, men kan også bestå af en blanding af grain og maltwhisky fra kun ét destilleri. Den produceres i en lang række lande verden over, men Skotland og Irland forbindes oftest med fremstillingen af whisky.
Whisky kan drikkes rent, med is eller bruges i drinks. Whisky bruges også i madlavning som whiskysauce.

## Etymologi
- Whisky er den oprindelige skotske stavemåde (se skotsk whisky).

- Whiskey stammer fra Irsk, hvor drikken bliver stavet med ey (se irsk whiskey).

- Bourbon er en amerikansk-produceret whisky. (se Bourbon).

- Whisky er i følge retskrivningsordbogen den eneste autoriserede stavemåde dansk.

Etymologisk stammer ordet "whisky" fra det walisiske ord "wysgi". Navnet er afledt af det skotsk gæliske ord "uisge beatha" (livets vand).

## Historie
Produktionen af whisky sker i egne med kornavl. Den bygger på øl. De første spor af destillerier er fra det 13. århundredes Kina, hvor whisky blev betragtet som medicin, der kunne kurere alle sygdomme. Den blev her både drukket og gnedet ind i huden.[kilde mangler]

## Fremstilling
Whisky fremstilles af fermenteret byg, rug, hvede eller majs, der destilleres. Maltwhisky er lavet af maltet byg. 
Whisky kan sammenlignes med øl uden humle, der destilleres. De første faser i produktionen svarer således stort set til ølproduktion: maltning, tørring, mæskning og gæring . Maltwhisky bliver herefter dobbeltdestilleret på kobberkedler. Whiskyen lagres på fade "casks" af egetræ. 
Grainwhisky er whisky destilleret kontinuerligt til høj alkoholstyrke på enten hvede eller majs og bruges til at blende med.
Grain whisky har let krop og smag, men er ikke neutral, og den lagres på egefade i mindst tre år.
Ud over de traditionelle aftapninger fra destillerierne findes "uafhængige aftapninger". Det er whiskykøbmænd, der køber et eller flere fade hos destillerierne og opbevarer dem og sælger dem, som de vil. Det er derfor et anderledes produkt end standardproduktet.
En whisky skal være på mindst 40% og mindst tre år gammel i EU. Når den kommer fra fadet, er den ofte på 50-60% Cask strength og fortyndes ofte til 42%-46%.
Under lagringen trænger væske – herunder alkohol – ud gennem porerne i træfadene. Denne del, som udgør op til 1½-2½% årligt, betegnet som angel's share (englenes andel). Udtrykket stammer fra cognac og armagnac-distrikterne.
Whiskyens farve kan være justeret med karamel (E150), og den kan være koldfiltreret. Det vil sige, at den har været kølet ned og filtreret for at fjerne visse syrer, proteiner og estere. Koldfiltreringen blev indført, efter at amerikanerne havde returneret whisky fordi de troede, at der var noget galt med den, fordi den var uklar ved kølig opbevaring pga. fortætning af olierne. En del af de stoffer, der frasorteres, er smagsstoffer (olier). Dvs. filtreringen fjerner en del af smagen. Derfor er mange begyndt at aftappe whiskyen uden koldfiltrering. For at undgå at whisky bliver uklar (cloudy), aftappes den ved højere alkoholprocent (46+ procent)

## Lande og regioner
I dag fremstilles whisky især i Skotland, Irland, USA og Canada, men der fremstilles også whisky i Japan, Indien, Pakistan, Sverige og Danmark.

## Skotsk whisky
Skotsk whisky opdeles i seks regioner:
- Highland

Whiskyen er røget og fyldig; den varierer meget bl.a. pga. områdets uensartethed, alsidige fremstillingsmetode og materialevalg
- Lowlands

Smager mindre røget, gæret og saltet end i de fem andre regioner
- Speyside

Regionen gennemskæres af floden Spey som både giver navn til regionen og vand til destillerierne; whiskyen er fyldig og mildere. Speyside er også en del af Highland
Derudover findes der to lokaliteter i Highland
- Islay

En lille ø ud for Skotlands vestkyst med otte destillerier. Whiskyen får en speciel mineralsk, røget og maltet smag
- Campbeltown

Tidligere et primær distrikt, men nu med tre destillerier tilbage; Glen Scotia, Glengyle og Springbank,
- Islands

Isle of Arran, Orkney, Mull, Jura og Skye ligner, men må ikke forveksles med Islay. Omtales ofte som en selvstændig region men er faktisk en del af Highland regionen

## Andre lande
Irsk whiskey fremstilles i dag på få destillerier i Nordirland og er ofte destilleret tre gange.
Amerikansk whisky fremstilles især på majs, og opdeles i flere typer (fx Bourbon).
Den første dansk destillerede whisky blev frigivet 8. maj 2009 af Jesper Paulsen, Bornholm. I marts 2010 frigav Bryghuset Braunsteins Edition no. 1, destilleret på Grønlandsk indlandsis i 2007. Stauning Whisky begyndte deres destillation i 2005, som de første i Danmark. Den 22. marts 2011 frigav de den første Rye, "Stauning Rye – First Impression" og "Stauning Rye – Second Opinion" fulgte et halvt år senere. I 2013 kom 6. udgave af deres Young Rye. Den 30. juni 2012 blev deres første single malt frigivet – i en røget og i en ikke-røget udgave. Der maltes årligt 50 tons korn og produktionen foregår ved dobbelt destillering på pot stills. Årligt produceres 50-75 fade svarende til 10-15.000 liter råsprit 
Derudover har det danske distilleri Fary Lochan, som begyndte destillation i 2009, annonceret forventet frigivelse på deres single malt i 2013-14.
Far og søn - Niels og Nicolai Rømer, som i 1997 købte Ørbæk Bryggeri til produktion af økologiske læskedrikke og siden øl, begyndte i 2009 også at producere økologisk whisky på bryggeriet. I 2017 flyttede whiskyproduktionen til de restaurerede tidligere værkstedsbygninger for DSB's godstog under navnet Nyborg Destilleri. Whiskyen fra Nyborg Destilleri lanceres under navnet "Isle of Fionia". Den første aftapning kom på markedet i 2012, og i slutningen af 2020 lanceredes en 10 års røget whisky, som stammer fra en af de første destilleringer foretaget i Ørbæk.

## Smag
"Smag kan ikke diskuteres", hedder det i et gammelt ordsprog. Mange har forsøgt at definere en god whisky på baggrund af smagssansen. I beskrivelsen er der desuden reference til duft af urter, blomster, frugter, tang, medicin, kemikalier og diverse andre dagligdags sanseindtryk.
Der er udbredt enighed om, at en god whisky skal være rund, men gerne med "bid" og kraftig eftersmag. Det opnås bl.a. ved lagring i en årrække. De fleste af de positivt omtalte produkter er mindst 12 år på aftapningstidpunktet. Der er dog en grænse for (40%), hvor gammel en whisky kan være på aftapningstidspunktet, idet alkoholprocenten bliver svagere i løbet af lagringen. Da en whisky ikke udvikler sig på flaske, har det kun historisk betydning, hvornår den er aftappet.